# Carach Angren
Carach Angren é uma banda de black metal sinfônico formada nos Países Baixos, por dois membros do banda Vaultage. Seu estilo é caracterizado pelo uso proeminente de arranjos orquestrais. Todos os álbuns são conceituais com letras baseadas em lendas e histórias de fantasmas famosos, como o navio fantasma Holandês Voador. O nome da banda significa "Mandíbulas de Ferro" em sindarin, língua élfica criada por J.R.R. Tolkien.

## Integrantes
- Seregor  -  guitarra, voz
- Ardek - teclado, piano, orquestrações, vocal de apoio

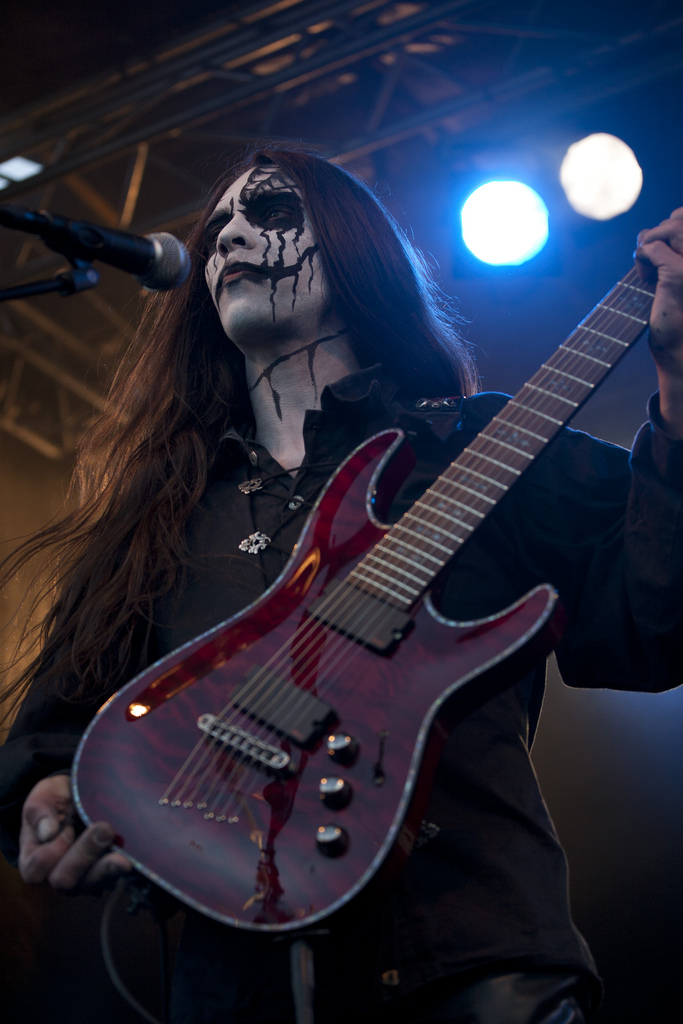
Seregor
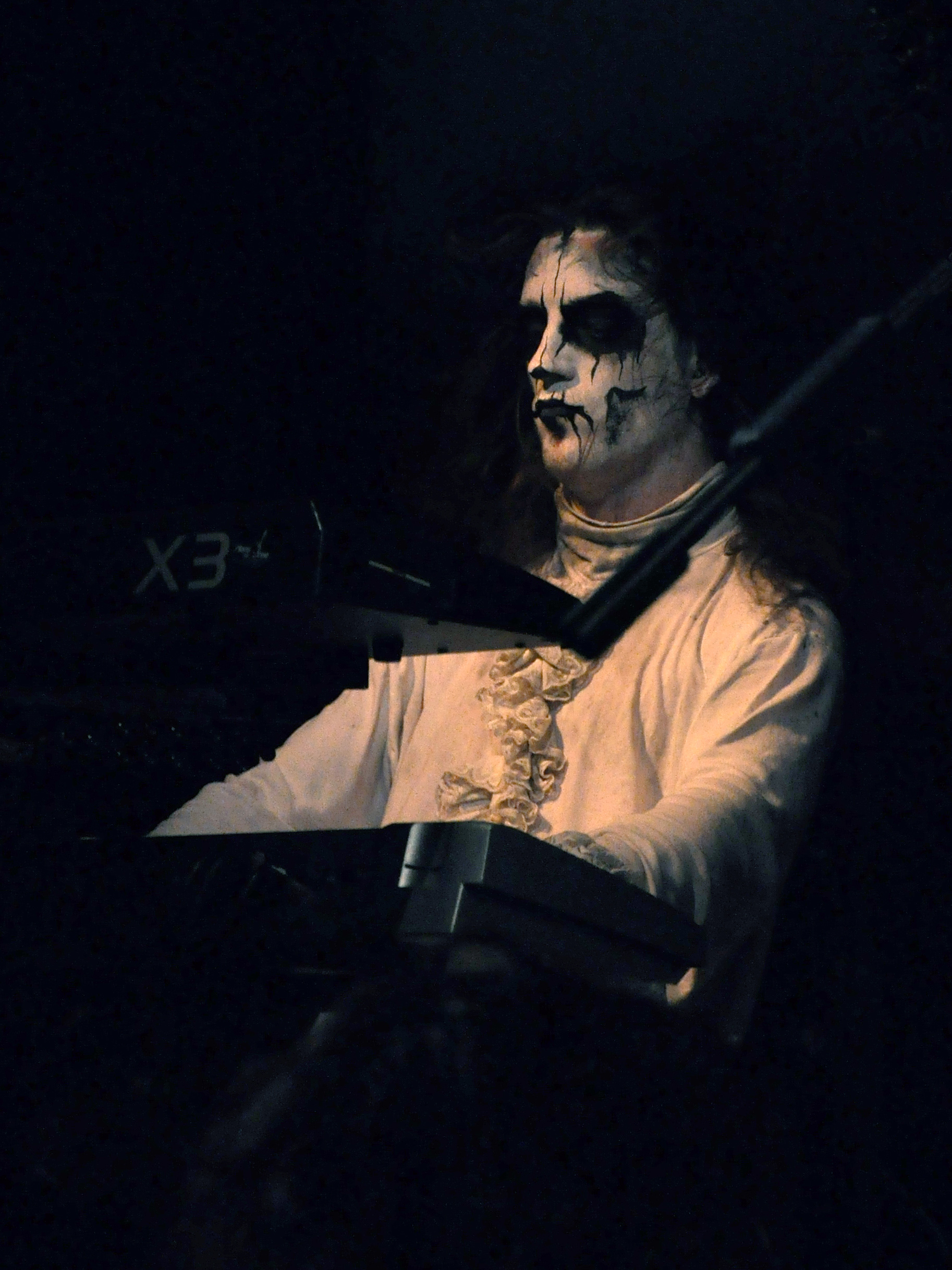
Ardek

## Discografia
Álbuns
- 2008 – Lammendam (Maddening Media)
- 2010 –  Death Came Through a Phantom Ship (Maddening Media)
- 2012 – Where the Corpses Sink Forever (Season of Mist)[3]
- 2015 – This Is No Fairytale (Season of Mist)
- 2017 - Dance and Laugh Amongst the Rotten (Season of Mist)
- 2020 - Franckensteina Strataemontanus (Season of Mist)

EPs
- 2005 – Ethereal Veiled Existence

Demos
- 2004 – The Chase Vault Tragedy